# مهدی جامی
محمدمهدی مؤذن جامی (زادهٔ ۱۳۳۹) روزنامه‌نگار، نویسنده و وبلاگ‌نویس ایرانی است.

## زندگی
کارهای حرفه‌ای خود را در ایران با تدریس و تحقیق شروع کرد و از ۱۹۹۶ که وارد بی‌بی‌سی فارسی شد عمدتاً به کارهای رسانه ای پرداخته و در سالهای اخیر به ترجمه و ویرایش و جستارنویسی مشغول بوده است. در سال ۲۰۰۶ با استعفا از بی‌بی‌سی فارسی مدیریت و سردبیری رادیو زمانه را برعهده گرفت که بر اساس ایدهٔ روزنامه‌نگاری شهروندی فعالیت می‌کرد.
جامی از مهٔ ۱۹۹۶ تا مهٔ ۲۰۰۶ با بخش فارسی رادیو بی‌بی‌سی همکاری داشت.
پیش از مهاجرت از کشور چند سال در دانشگاه کردستان زبان و ادبیات فارسی تدریس کرد و از نیمه دهه ۶۰ نخست به عنوان ویراستار و سپس به عنوان مؤلف با دائرةالمعارف بزرگ اسلامی همکاری داشت.

### برکناری از رادیو زمانه
مدیریت مهدی جامی در رادیو زمانه از ۸ آبان سال ۱۳۸۷ با حکم هیئت مدیران رادیو زمانه به حالت تعلیق درآمد و از کار برکنار شد جریان برکناری او و یادداشتهایی که دربارهٔ آن نشر شد در دفتر زمانه گردآوری شده است. یک سال قبل از برکناری او روزنامه فولکس کرانت چاپ آمستردام در گزارشی با عنوان «اینجا رادیو تهران است» به نقل از منتقدان رادیو زمانه (امیرفرشاد ابراهیمی، رامین پرهام، حسن داعی و دیگران) این رادیو را به تبعیت بیش از اندازه از خط قرمزهای حکومت ایران متهم کرد. جامی در پاسخ به روزنامهٔ فولکس کرانت نوشت ما میان ایران و جمهوری اسلامی فرق می‌گذاریم و توجه ما به روشنفکران و هنرمندان و شهروندخبرنگاران ایرانی است. جامی در پاسخ به این روزنامه می‌گوید: «ما یک فرستندهٔ غربی نیستیم بلکه یک رادیوی ایرانی برای شنوندگان ایرانی هستیم و حساسیت‌های آن‌ها را مد نظر داریم».

### ایران ندا
جامی در سال ۲۰۱۰ با همکاری جمعی از روزنامه‌نگاران، روشنفکران و هنرمندان بنیاد ایران ندا را بنیاد گذاشت که هدف اصلی آن راه‌اندازی تلویزیون مشارکتی «ایران ندا» بوداما این طرح به دلیل اختلافات هیئت مدیران دربارهٔ نحوه تأمین مالی تلویزیون به نتیجه نرسید و صرفاً یک پروژه مقدماتی آن به عنوان یک روز از زندگی ایرانیان (با عنوان ۸/۹/۸۹) اجرا شد.
پس از آن او چند سال با آموزشکده توانا همکاری کرد که نتیجه آن به صورت کلاس های برخط روزنامه‌نگاری، یا آثار ترجمه و ویراسته منتشر شده است. این همکاری در سال ۲۰۱۶ به پایان رسید.

### ایران اینترنشنال
آخرین دوره کار رسانه‌ای او همکاری کوتاه‌مدت‌اش با تلویزیون ایران اینترنشنال در لندن در ۲۰۱۸ بود که بعد از پخش زنده ی کنگره ی مجاهدین خلق در پاریس و اعتراض او به این برنامه به پایان رسید. در این دوره او برنامه‌های کوتاهی از جوامع ایرانیان و فارسی‌زبانان در کشورهای مختلف تهیه کرد که «باهمستان» نام داشت.

### دیگر کارها
او یکی از دست‌اندرکاران تارگاه راهک است. که در شب یلدای سال ۱۳۹۳ با حمایت انتشارات اچ اند اس مدیا راه‌اندازی شد و محوریت آن بر موضوعات مرتبط با نقد و معرفی کتاب و مباحث مربوط به دانشگاه و صنعت نشر است.
بجز مقالاتی که او برای بی‌بی‌سی و رادیو فردا نوشته است در چند سال اخیر بیش‌تر نوشته‌های او برای مجله برخط میهن و مجله چشم‌انداز ایران بوده است.

## آثار
- ادب پهلوانی، دوبار در ایران در انتشارات قطره و ققنوس به چاپ رسیده و تاریخ ادبیات باستانی ایران تا آخر اشکانیان است.[نیازمند منبع]
- نگره آموزش ادبیات؛ در شناخت متن ادبی، ساختار علم ادب و روش شناسی، انتشارات اچ‌انداس، لندن.[نیازمند منبع]
- خدا و انسان در گودر؛ بر اساس همخوان شده های گودر-زی ها در سالهای 2010 و 2011. انتشارات اچ‌انداس، لندن.[نیازمند منبع]
- ترجمه ظرفیت سازی برای سازمانهای غیردولتی محلی؛ دستنامه راهنما برای عملکرد شایسته، آموزشکده توانا، واشنگتن.[نیازمند منبع]
- ما و مدرنیت، گفتگو با داریوش آشوری، آموزشکده توانا، واشنگتن.[نیازمند منبع]